# Dobropole Gryfińskie
Dobropole Gryfińskie – (do 1945 niem. Dobberphul), wieś w Polsce położona w województwie zachodniopomorskim, w powiecie gryfińskim, w gminie Stare Czarnowo. Wieś leży przy lokalnej drodze, w niewielkiej odległości od drogi wojewódzkiej nr 120 łączącej Kartno z Kobylanką i drogą do Szczecina Śmierdnicy (DW119). Sąsiaduje z miejscowością Glinna, oddaloną o 6,5 km oraz Starym Czarnowem (4 km). W otoczeniu wsi znajduje się Puszcza Bukowa. W pobliżu kościoła znajduje się kilkanaście budynków ryglowych i szachulcowych. Na północnym skrzyżowaniu znajduje się słupek kamienny z 1892 r. oraz drewniany przydrożny krzyż. W pobliżu wsi znajduje się staw, który jest obramowany szpalerem topolowym. Na południu Dobropola Gryfińskiego rozciąga się rozległa panorama Równiny Pyrzyckiej i Wełtyńskiej. Założenie przestrzenne wsi to owalnica.

## Sołectwo Dobropole Gryfińskie
Obszar działania sołectwa obejmuje miejscowość: Dobropole Gryfińskie i Sosnówko.

## Pochodzenie nazwy
Nazwa wsi pochodzi od dobre pole czyli niezadrzewione, nadające się do uprawy w odróżnieniu od okolicznych lasów – „Dobropole”, niem. Dobberphul.

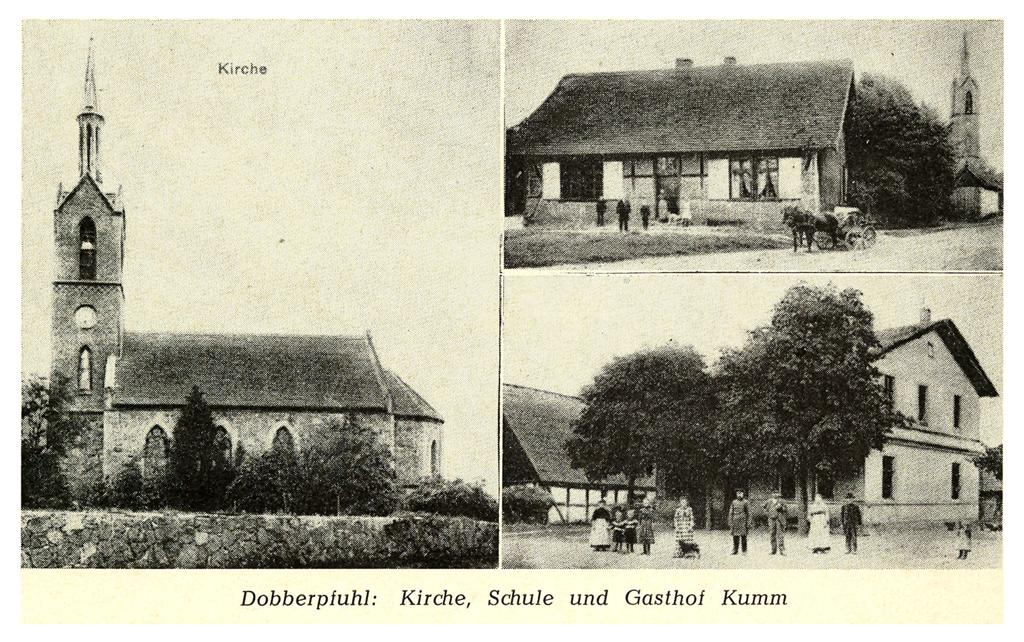
Zdjęcie z około 1904 roku, kościół, szkoła oraz gospoda

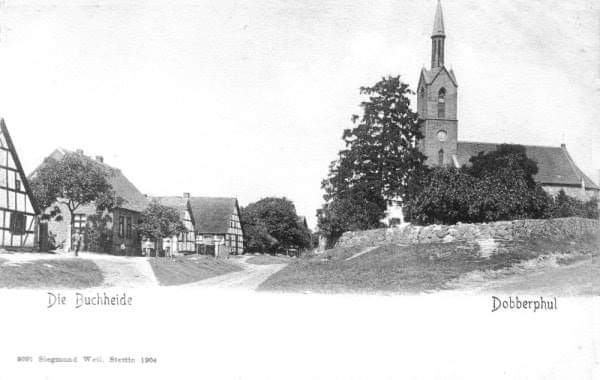
Zabudowa wsi w około 1900 roku

## Historia
Dobropole Gryfińskie (dawniej Dobropole, niem. Dobberphul) zostało zaprojektowane jako typowa pomorska wieś owalnica. Przed 1255 rokiem została przyłączona pod sprawowanie klasztoru w Kołbaczu i po reformacji należała do jego urzędu. W 1786 roku struktura własnościowa wsi wyglądała następująco: siedmiu chłopów, sześciu chałupników i jeden Büdner. We wsi znajdowała się również szkoła i kościół, którego ruiny istnieją do dziś. W 1840 roku mieszkało tu 284 mieszkańców, w roku 1864 było ich już 451. Powierzchnia miejscowości wynosiła ok. 63 900 arów i miała 51 budynków mieszkalnych. W 1874 roku Dobberphul zostało przyłączone do dzielnicy Mühlenbeck (dziś to Śmierdnica) i pozostało w niej do 1945 roku. W roku 1910 mieszkało tu 274 osób. Populacja w 1925 roku wynosiła 227, w 1933 roku wzrosła do 264 i 267 osób w roku 1939. Do 1945 roku Dobberphul należało do okręgu Greifenhagen w okręgu administracyjnym Szczecina w pruskiej prowincji Pomorze.
Po zakończeniu II wojny światowej miejscowość znalazła się pod polską administracją i otrzymała nazwę Dobropole, która występowała aż pięć razy w województwie zachodniopomorskim, dlatego zmieniono nazwę ponownie, na Dobropole Gryfińskie. W latach 1975–1998 miejscowość administracyjnie należała do województwa szczecińskiego. 

## Kościół

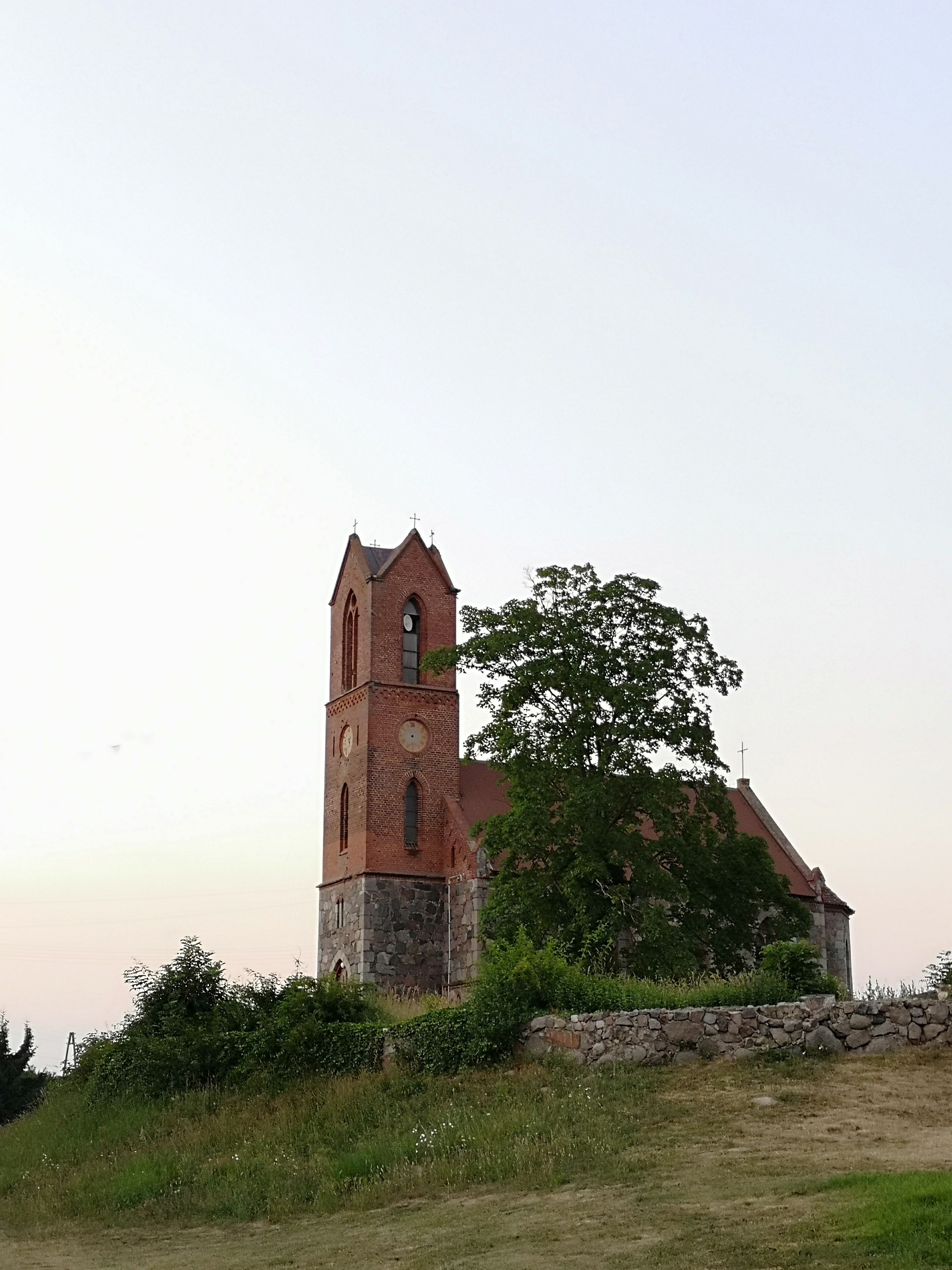
Kościół pw. Podwyższenia Krzyża Świętego (2018)

### Budynek kościoła
Zabytkowy kościół Podwyższenia Krzyża Świętego jest kościołem kamienno-ceglanym, zamknięty 5-boczną apsydą. Posiada wieżę dwukondygnacyjną z cegły. Stoi na podwyższonym wzniesieniu otoczonym murem z kamieni polnych. Dzisiejszy kościół został zbudowany w 1862/1863, poprzedni kościół został prawdopodobnie zniszczony przez pożar. Nawy zbudowano na rogach i krawędziach z przetworzonych kamieni granitowych. W obszarze pomiędzy użyto nieprzetworzonych głazów. Okna i górne piętra wieży zostały zbudowane z cegieł. Kościół protestancki został wywłaszczony po 1945 r. na rzecz Kościoła katolickiego, który go konsekruje i używa do dziś jako kościół filialny. 
Kościół wraz z terenem dawnego cmentarza przykościelnego oraz kamiennym murem cmentarnym decyzją Zachodniopomorskiego Wojewódzkiego Konserwatora Zabytków w Szczecinie z dnia 19.04.2023 r. został wpisany do rejestru zabytków woj. zachodniopomorskiego pod nr A-2045.

### Parafia
Przed 1945 r. Dobberphul (obecnie Dobropole Gryfińskie) było własną parafią, z populacją protestancką, która należała do kościoła filialnego parafii Pruskiej Neumark (obecnie Stare Czarnowo). Znajdowała się na obszarze dekanatu Kolbatz (obecnie Kołbacz) w zachodniej części kościelnej prowincji Pomorza, Kościoła Związku Staropruskiego. W 1940, parafia Dobberphul miała 270 parafian. Ostatnim niemieckim duchownym był pastor Emil Priewe.
Współcześnie populacja Dobropola ma głównie charakter katolicki. Wieś należy – jak przed 1945 r. – do kościoła filialnego parafii Stare Czarnowo, w dekanacie Kołbacz, archidiecezji szczecińsko-kamieńskiej Kościoła katolickiego w Polsce. Mieszkający tutaj protestanccy członkowie kościoła należą do kościoła Trójcy w Szczecinie w diecezji wrocławskiej Kościoła ewangelicko-augsburskiego w Polsce.

## Przyroda

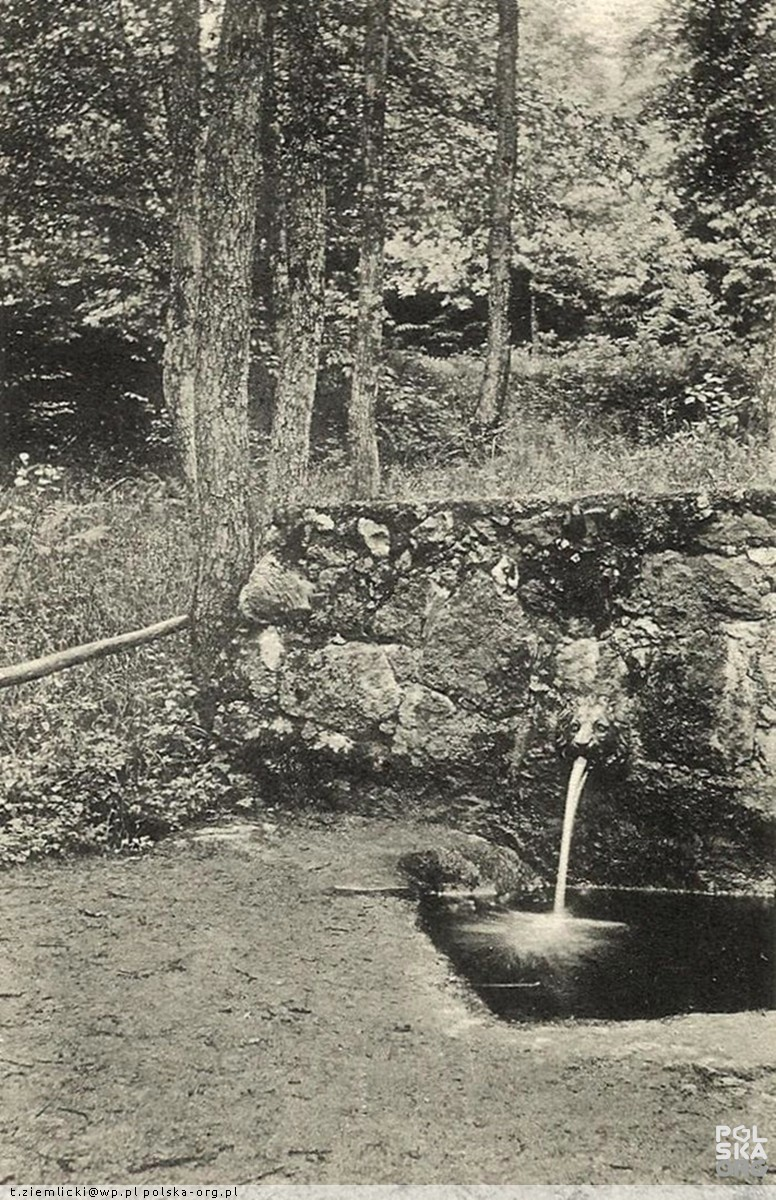
Lwia Paszcza - Źródło Dobropolskie 1915 r.

### Polana Dobropolska
Bezleśna przestrzeń wokół wsi Dobropole Gryfińskie. Na południu otwarta stromymi stokami na przestrzeni ok. 0,3 km a pozostałe 8 km jej obwodu otaczają (południowy wschód) partie lasów Puszczy Bukowej. Leży na obniżającym się już ku wschodowi głównym paśmie Wzgórz Bukowych (wys. ok. 60 m n.p.m.), stanowiącym niemal wyrównaną płaszczyznę pochyloną z lekka ku wsch. i płd.-wsch. Przeważają pola uprawne i sady, na płd. mokradła i torfowiska. Wzdłuż płd.-wsch. krańca polany biegnie z płd.-zach. na płn.-wsch. aleja wysadzana starodrzewem. Droga Dobropolska i asfaltowana droga do Starego Czarnowa po granicę lasów wysadzane drzewami owocowymi – niem. Dobberphuler Feld. 

### Potok Dobropolski
Mierzący ok. 5 km strumień wypływający ze wschodniej części Wielkiego Moczaru, płynie na południe skrajem puszczy, tuż przy Polanie Dobropolskiej i malowniczą dolinką przez uroczysko Kamieńce a potem wśród pól pozostawiając las Budy po lewej, przecina mokradła pozostałe po zarastającym jezioro Krzekno Małe i wpada do Krzekny z jej lewego brzegu powyżej mokradeł po dawnym jeziorze Krzekno Wielkie.

### Źródło Dobropolskie
Wywierzysko w korycie Potoku Kłobuckiego w zakolu Drogi Bieszczadzkiej, która obiega je od północy, w odległości ok. 0,5 km na płd.-wsch. od południowej granicy rezerwatu Buczynowe Wąwozy.

#### Lwia Paszcza
Pod nazwą Lwia Paszcza  znane są dwa źródła obudowane niegdyś i opatrzone żeliwnym odlewem lwiej paszczy, z której wypływała woda. W obu wypadkach odlewy nie dotrwały do dziś. Jedno ze źródeł znajduje się w dolinie Kłobuckiego Potoku w Leśnictwie Osetno (tzw. Źródło Dobropolskie), drugie w dolinie Lisiego Potoku w leśnictwie Śmierdnica (tzw. Źródło Gene).

## Turystyka
Przez miejscowość przebiega żółty Szlak Buczynowych Wąwozów i zielony Szlak im. Bolesława Czwójdzińskiego.

## Literatura
- Herbert Kämper: niem. Kein besonderes Ziel für Touristen. Das Dorf Dobberphul im Kreis Greifenhagen. In: Die Pommersche Zeitung, (pol.  "Nie ma specjalnego miejsca dla turystów. Wieś Dobropole w powiecie Gryfińskim. W gazecie „Die Pomersche Zeitung”", Wydanie 13/2011, s. 6.

## Honorowi obywatele
- Eckart von Sydow (1885–1942), niemiecki historyk sztuki i etnolog